# طريق الجهراء
طريق الجهراء هو جزء من مشروع متكامل يقع في الجانب الغربي من دولة الكويت ويعد أحد أكبر الطرق متعددة الأدوار في العالم، يتألف من جسور علوية تمتد على طول 17.7 كم ابتداءا من بوابة محافظة الجهراء وينتهي بعد دوار الأمم المتحدة، بدأ العمل في المشروع عام 2011 وتم الانتهاء من معالم المشروع في 2016.

## المشروع
يعتبر مشروع تطوير طريق الجهراء من إجمالي الخطة الاستيراتيجية التي وضعتها وزارة الأشغال العامة في دولة الكويت لتطوير شبكة الطرق في الدولة، يقع المشروع في الجانبي الغربي لمدينة الكويت ابتداءا من بوابة الجهراء (دوار الجهراء) وينتهي بعد دوار الأمم المتحدة.
يتكون المشروع من جسور طويلة على هيئة طرقات إضافية تتكون من خمسة مراحل.

### المرحلة الأولى
ويتكون بتقاطع طريق الجهراء مع الطريق الدائري الثاني من نفق ودوار على المستوى الأرضي. 

### المرحلة الثانية
تقع المرحلة الثانية بدوار الأمم المتحدة، وهو الجهة الجنوبية الغربية من المشروع، باتجاه مدينة الجهراء.

### المرحلة الثالثة
تقع المرحلة الثالثة ما بين طريق المستشفيات وجسر الغزالي.

### المرحلة الرابعة
تبدأ المرحلة الرابعة من الجهة الشرقية لجسر الغزالي وتنتهي بعد التقاطع مع طريق المطار.

### المرحلة الخامسة
تقع المرحلة الخامسة بمنتصف المشروع، حيث يتلاقى طريق الجهراء مع شارع الغزالي.

## أهداف المشروع
يشكل المشروع أحد الحلول للازدحام  المروري فهو سيساهم بشكل كبير في الفصل بين حركة المرور العابرة وحركة المرور المحلية ورفع القدرة الاستيعابية لطريق الجهراء مما سيؤدي إلى التقليل من الازدحام المروري وخفض نسب الحوادث المرورية، كما يساهم  برفع مستوى الخدمات لمستخدمي الطريق.

## وصلات خارجية
الموقع الرسمي لمشروع طريق الجهراء